# Lista finalistów Pucharu Europy Mistrzów Klubowych
Tytuł zwycięzcy Pucharu Europy Mistrzów Klubowych był przyznawany przez Unię Europejskich Związków Piłkarskich (UEFA) pomiędzy sezonami 1955/1956 a 1991/1992 po zakończeniu finału tego Pucharu. Te rozgrywki wyłaniały najlepszy mistrzowski klub z europejskich lig krajowych.
Pomiędzy 2 a 3 kwietnia 1955 r. powstał zarys turnieju klubowego, w którym wystartowałyby najsilniejsze kluby z całej Europy, którego inicjatorem był dziennikarz Gabriel Hanot francuskiego dziennika L’Équipe. 26 czerwca 1955 r. władze UEFY zgodziły się zorganizować turniej, zaakceptowały regulamin rozgrywek i nadały im nazwę: Puchar Europy Mistrzów Klubowych (ang. European Champion Clubs' Cup).
Po raz pierwszy rozegrano Puchar Europy Mistrzów Klubowych w sezonie 1955/1956, zwycięzcą został hiszpański klub Real Madryt, który przez pierwszych 5 sezonów wygrywał te rozgrywki.
Od sezonu 1959/1960 zwycięskie kluby z Pucharu Europy i Copa Libertadores grały w Pucharze Interkontynentalnym, prowadzonym przez Międzynarodową Federacja Piłki Nożnej (FIFA). Od sezonu 1971/1972 po zakończeniu rozgrywek klubowych UEFA zwycięzcy Pucharu Europy Mistrzów Klubowych i Pucharu Zdobywców Pucharów rozgrywali między sobą Superpuchar Europy UEFA w formule dwumeczu, w którym każda drużyna rozgrywała jeden mecz na własnym stadionie a drugi na stadionie rywala.
W historii Pucharu Europy Mistrzów Klubowych największa przewaga zwycięzcy nad pokonanym w meczu finałowym wynosiła cztery gole. Taka sytuacja powtórzyła się trzykrotnie w sezonach: 1959/1960, 1988/1989 i 1973/1974, który był jednocześnie jedynym finałem powtórzonym, ponieważ w pierwszym meczu finałowym pomiędzy Bayernem Monachium i Atlético Madryt, był remis 1:1 po dogrywce, a w tym czasie regulaminie rozgrywek nie było przewidzianych rzutów karnych podczas finałów. Po czterokrotnie decydowały o wygraniu finału dogrywki i rzuty karne - dogrywki miały miejsce w sezonach: 1957/1958, 1967/1968, 1969/1970 i 1991/1992, natomiast rzuty karne w sezonach: 1983/1984, 1985/1986, 1987/1988 oraz 1990/1991.
Ostatnim zwycięzcą był hiszpański klub FC Barcelona, który pokonał w finale włoski klub UC Sampdoria jeden do zera w dogrywce.
Na sezon 1992/1993 UEFA przeprowadziła reformę Pucharu Europy Mistrzów Klubowych i zmieniła jego nazwę na Ligę Mistrzów UEFA (ang. UEFA Champions League).

## Chronologiczne listy triumfatorów i finalistów Pucharu Europy Mistrzów Klubowych
Poniższa tabela przedstawia chronologiczne zestawienie finalistów Pucharu Europy Mistrzów Klubowych w latach 1956-1992 oraz wyniki meczów, wykaz stadionów oraz liczbę widzów podczas finałów.
| Legenda oznaczeń | Legenda oznaczeń                |
| ---------------- | ------------------------------- |
|                  | Wygrana po serii rzutów karnych |
|                  | Wygrana po dogrywce             |

| Rok  | Zwycięzca              | Finalista                | Wynik | Stadion                           | Frekwencja widzów na stadionie | Źródło       |
| ---- | ---------------------- | ------------------------ | ----- | --------------------------------- | ------------------------------ | ------------ |
| 1956 | Real Madryt            | Stade de Reims           | 4:3   | Parc des Princes, Paryż           | 38 239                         | [ 7 ] [ 8 ]  |
| 1957 | Real Madryt            | AC Fiorentina            | 2:0   | Estadio Santiago Bernabéu, Madryt | 124 000                        | [ 7 ] [ 9 ]  |
| 1958 | Real Madryt            | A.C. Milan               | 3:2   | Stadion Heysel, Bruksela          | 67 000                         | [ 7 ] [ 10 ] |
| 1959 | Real Madryt            | Stade de Reims           | 2:0   | Neckarstadion, Stuttgart          | 72 000                         | [ 7 ] [ 11 ] |
| 1960 | Real Madryt            | Eintracht Frankfurt      | 7:3   | Hampden Park, Glasgow             | 127 621                        | [ 7 ] [ 12 ] |
| 1961 | SL Benfica             | FC Barcelona             | 3:2   | Wankdorfstadion, Berno            | 26 732                         | [ 7 ] [ 13 ] |
| 1962 | SL Benfica             | Real Madryt              | 5:3   | Stadion Olimpijski w Amsterdamie  | 61 257                         | [ 7 ] [ 14 ] |
| 1963 | A.C. Milan             | SL Benfica               | 2:1   | Stadion Wembley, Londyn           | 45 715                         | [ 7 ] [ 15 ] |
| 1964 | Inter Mediolan         | Real Madryt              | 3:1   | Ernst Happel Stadion, Wiedeń      | 71 333                         | [ 7 ] [ 16 ] |
| 1965 | Inter Mediolan         | SL Benfica               | 1:0   | San Siro, Mediolan                | 89 000                         | [ 7 ] [ 17 ] |
| 1966 | Real Madryt            | FK Partizan              | 2:1   | Stadion Heysel, Bruksela          | 46 745                         | [ 7 ] [ 18 ] |
| 1967 | Celtic F.C.            | Inter Mediolan           | 2:1   | Estádio Nacional, Oeiras          | 45 000                         | [ 7 ] [ 19 ] |
| 1968 | Manchester United F.C. | SL Benfica               | 4:1   | Stadion Wembley, Londyn           | 92 225                         | [ 7 ] [ 20 ] |
| 1969 | A.C. Milan             | AFC Ajax                 | 4:1   | Estadio Santiago Bernabéu, Madryt | 60 000                         | [ 7 ] [ 21 ] |
| 1970 | Feyenoord              | Celtic F.C.              | 2:1   | San Siro, Mediolan                | 75 000                         | [ 7 ] [ 22 ] |
| 1971 | AFC Ajax               | Panathinaikos AO         | 2:0   | Stadion Wembley, Londyn           | 83 179                         | [ 7 ] [ 23 ] |
| 1972 | AFC Ajax               | Inter Mediolan           | 2:0   | Stadion Feijenoord, Rotterdam     | 61 354                         | [ 7 ] [ 24 ] |
| 1973 | AFC Ajax               | Juventus F.C.            | 1:0   | Stadion Crvena zvezda, Belgrad    | 89 484                         | [ 7 ] [ 25 ] |
| 1974 | Bayern Monachium       | Atlético Madryt          | 1:1   | Stadion Heysel, Bruksela          | 48 722                         | [ 7 ] [ 26 ] |
| 1974 | Bayern Monachium       | Atlético Madryt          | 4:0   | Stadion Heysel, Bruksela          | 23 325                         | [ 7 ] [ 26 ] |
| 1975 | Bayern Monachium       | Leeds United F.C.        | 2:0   | Parc des Princes, Paryż           | 48 374                         | [ 7 ] [ 27 ] |
| 1976 | Bayern Monachium       | AS Saint-Étienne         | 1:0   | Hampden Park, Glasgow             | 85 000                         | [ 7 ] [ 28 ] |
| 1977 | Liverpool F.C.         | Borussia Mönchengladbach | 3:1   | Stadio Olimpico, Rzym             | 70 000                         | [ 7 ] [ 29 ] |
| 1978 | Liverpool F.C.         | Club Brugge              | 1:0   | Stadion Wembley, Londyn           | 92 500                         | [ 7 ] [ 30 ] |
| 1979 | Nottingham Forest F.C. | Malmö FF                 | 1:0   | Stadion Olimpijski w Monachium    | 57 500                         | [ 7 ] [ 31 ] |
| 1980 | Nottingham Forest F.C. | Hamburger SV             | 1:0   | Estadio Santiago Bernabéu, Madryt | 51 000                         | [ 7 ] [ 32 ] |
| 1981 | Liverpool F.C.         | Real Madryt              | 1:0   | Parc des Princes, Paryż           | 48 360                         | [ 7 ] [ 33 ] |
| 1982 | Aston Villa F.C.       | Bayern Monachium         | 1:0   | Stadion Feijenoord, Rotterdam     | 46 000                         | [ 7 ] [ 34 ] |
| 1983 | Hamburger SV           | Juventus F.C.            | 1:0   | Stadion Olimpijski w Atenach      | 73 500                         | [ 7 ] [ 35 ] |
| 1984 | Liverpool F.C.         | AS Roma                  | 1:1   | Stadio Olimpico, Rzym             | 69 693                         | [ 7 ] [ 36 ] |
| 1985 | Juventus F.C.          | Liverpool F.C.           | 1:0   | Stadion Heysel, Bruksela          | 58 000                         | [ 7 ] [ 37 ] |
| 1986 | FC Steaua Bukareszt    | FC Barcelona             | 0:0   | Estadio Ramón Sánchez Pizjuán     | 70 000                         | [ 7 ] [ 38 ] |
| 1987 | FC Porto               | Bayern Monachium         | 2:1   | Ernst Happel Stadion, Wiedeń      | 57 500                         | [ 7 ] [ 39 ] |
| 1988 | PSV Eindhoven          | SL Benfica               | 0:0   | Neckarstadion, Stuttgart          | 68 000                         | [ 7 ] [ 40 ] |
| 1989 | A.C. Milan             | FC Steaua Bukareszt      | 4:0   | Camp Nou, Barcelona               | 97 000                         | [ 7 ] [ 41 ] |
| 1990 | A.C. Milan             | SL Benfica               | 1:0   | Ernst Happel Stadion, Wiedeń      | 57 558                         | [ 7 ] [ 42 ] |
| 1991 | FK Crvena zvezda       | Olympique Marsylia       | 0:0   | Stadio San Nicola, Bari           | 56 000                         | [ 7 ] [ 43 ] |
| 1992 | FC Barcelona           | UC Sampdoria             | 1:0   | Stadion Wembley, Londyn           | 70 827                         | [ 7 ] [ 44 ] |

### Kluby, które brały udział w finale Pucharze Europy Mistrzów Klubowych z rzędu
Osiem klubów wygrywało Puchar Europy Mistrzów Klubowych co najmniej dwa razy z rzędu. Real Madryt i SL Benfica wygrywały w sezonach 1955/1956 – 1961/1962, przy czym SL Benfica była jeszcze finalistą w sezonie 1962/1963. A AFC Ajax, Bayern Monachium, Liverpool F.C. i Nottingham Forest F.C. wygrywały po sobie finały pomiędzy 1970/1971 a 1979/1980.
Liverpool F.C. był drugim klubem po SL Benfica, który w dwóch kolejnych sezonach brał udział w finałach wygrywając jeden (w sezonie 1983/1984) z AS Roma i drugi finał przegrywając z Juventus F.C. Finał z sezonu 1984/1985 był rozgrywany zaraz po zamieszkach na stadionie Heysel, na którym rozgrywano mecz finałowy rozgrywek Pucharu Europy Mistrzów Klubowych. W wyniku zamieszek śmierć poniosło 39 osób, a ponad 600 osób odniosło rany lub lżejsze obrażenia. Konsekwencją tego było wykluczenie przez UEFA z wszystkich rozgrywek pucharowych Liverpool F.C. na 6 lat, zaś innych angielskich klubów na 5 lat. Sam stadion Heysel został zburzony w 1995. Na jego fundamentach został wybudowany nowy stadion im. Króla Baudouina I na 50 tys. widzów.
Jedynym klubem, który wygrał Puchar Europy Mistrzów Klubowych w pięciu kolejnych sezonach był Real Madryt. 
| Klub                   | Sezony                                       | Liczba wygranych | Liczba drugich miejsc |
| ---------------------- | -------------------------------------------- | ---------------- | --------------------- |
| Real Madryt            | 1955/1956 – 1959/1960                        | 5                | –                     |
| Liverpool F.C.         | 1976/1977 – 1977/1978, 1983/1984 – 1984/1985 | 3                | 1                     |
| AFC Ajax               | 1970/1971 – 1972/1973                        | 3                | –                     |
| Bayern Monachium       | 1973/1974 – 1975/1976                        | 3                | –                     |
| A.C. Milan             | 1988/1989 – 1989/1990                        | 2                | –                     |
| SL Benfica             | 1960/1961 – 1962/1963                        | 2                | 1                     |
| Inter Mediolan         | 1963/1964 – 1964/1965                        | 2                | –                     |
| Nottingham Forest F.C. | 1978/1979 – 1979/1980                        | 2                | –                     |

## Klasyfikacja klubów
Rekordzistą pod względem liczby wygranych meczów finałowych jest Real Madryt, który rozegrał ich dziewięć, sześciokrotnie zwyciężając.
| Zespół                   | Puchar Europy Mistrzów Klubowych | Puchar Europy Mistrzów Klubowych            | Puchar Europy Mistrzów Klubowych | Puchar Europy Mistrzów Klubowych                      | Razem |
| Zespół                   | Liczba wygranych                 | Sezon                                       | Liczba drugich miejsc            | Sezon                                                 | Razem |
| ------------------------ | -------------------------------- | ------------------------------------------- | -------------------------------- | ----------------------------------------------------- | ----- |
| Real Madryt              | 6                                | 1955/1956 – 1959/1960, 1965/1966            | 3                                | 1961/1962, 1963/1964, 1980/1981                       | 9     |
| A.C. Milan               | 4                                | 1962/1963, 1968/1969, 1988/1989 – 1989/1990 | 1                                | 1958/1958                                             | 5     |
| Liverpool F.C.           | 4                                | 1976/1977 – 1977/1978, 1980/1981, 1983/1984 | 1                                | 1984/1985                                             | 5     |
| Bayern Monachium         | 3                                | 1973/1974 – 1975/1976                       | 2                                | 1981/1982, 1986/1987                                  | 5     |
| AFC Ajax                 | 3                                | 1970/1971 – 1972/1973                       | 1                                | 1968/1969                                             | 4     |
| SL Benfica               | 2                                | 1960/1961 – 1961/1962                       | 5                                | 1962/1963, 1964/1965, 1967/1968, 1987/1988, 1989/1990 | 7     |
| Inter Mediolan           | 2                                | 1963/1964 – 1964/1965                       | 2                                | 1966/1967, 1971/1972                                  | 4     |
| Nottingham Forest F.C.   | 2                                | 1978/1979 – 1979/1980                       | -                                | -                                                     | 2     |
| Juventus F.C.            | 1                                | 1984/1985                                   | 2                                | 1982/1983, 1972/1973                                  | 3     |
| Celtic F.C.              | 1                                | 1966/1967                                   | 1                                | 1969/1970                                             | 2     |
| Hamburger SV             | 1                                | 1982/1983                                   | 1                                | 1979/1980                                             | 2     |
| FC Steaua Bukareszt      | 1                                | 1985/1986                                   | 1                                | 1988/1989                                             | 2     |
| Manchester United F.C.   | 1                                | 1967/1968                                   | -                                | -                                                     | 1     |
| Feyenoord                | 1                                | 1969/1970                                   | -                                | -                                                     | 1     |
| Aston Villa F.C.         | 1                                | 1981/1982                                   | -                                | -                                                     | 1     |
| FC Porto                 | 1                                | 1986/1987                                   | -                                | -                                                     | 1     |
| PSV Eindhoven            | 1                                | 1987/1988                                   | -                                | -                                                     | 1     |
| FK Crvena zvezda         | 1                                | 1990/1991                                   | -                                | -                                                     | 1     |
| FC Barcelona             | 1                                | 1991/1992                                   | -                                | -                                                     | 1     |
| Stade de Reims           | -                                | -                                           | 2                                | 1955/1956, 1958/1959                                  | 2     |
| AC Fiorentina            | -                                | -                                           | 1                                | 1956/1957                                             | 1     |
| Eintracht Frankfurt      | -                                | -                                           | 1                                | 1959/1960                                             | 1     |
| FK Partizan              | -                                | -                                           | 1                                | 1965/1966                                             | 1     |
| Panathinaikos AO         | -                                | -                                           | 1                                | 1970/1971                                             | 1     |
| Atlético Madryt          | -                                | -                                           | 1                                | 1973/1974                                             | 1     |
| Leeds United F.C.        | -                                | -                                           | 1                                | 1974/1975                                             | 1     |
| AS Saint-Étienne         | -                                | -                                           | 1                                | 1975/1976                                             | 1     |
| Borussia Mönchengladbach | -                                | -                                           | 1                                | 1976/1977                                             | 1     |
| Club Brugge              | -                                | -                                           | 1                                | 1977/1978                                             | 1     |
| Malmö FF                 | -                                | -                                           | 1                                | 1978/1979                                             | 1     |
| AS Roma                  | -                                | -                                           | 1                                | 1983/1984                                             | 1     |
| Olympique Marsylia       | -                                | -                                           | 1                                | 1990/1991                                             | 1     |
| UC Sampdoria             | -                                | -                                           | 1                                | 1991/1992                                             | 1     |

## Klasyfikacja państw
W finałach Pucharu Europy Mistrzów Klubowych w sumie wzięły udział 33 kluby z 13 lig krajowych, z czego 19 klubów zdobyło Puchar Europy Mistrzów Klubowych. Najwięcej wygranych odniosły kluby z Anglii, które sumie wygrały 8 finałów Pucharu Europy Mistrzów Klubowych. Natomiast najwięcej zespołów biorących udział w finałach pochodziło z ligi włoskiej - 6 klubów, które w sumie brały udział w 15 finałach.
| Kraj       | Związek Piłkarski                          | Liga krajowa                   | Zespoły                  | Puchar Europy Mistrzów Klubowych | Puchar Europy Mistrzów Klubowych |
| Kraj       | Związek Piłkarski                          | Liga krajowa                   | Zespoły                  | Liczba wygranych                 | Liczba drugich miejsc            |
| ---------- | ------------------------------------------ | ------------------------------ | ------------------------ | -------------------------------- | -------------------------------- |
| Anglia     | Angielski Związek Piłki Nożnej             | Football League First Division | Liverpool F.C.           | 4                                | 1                                |
| Anglia     | Angielski Związek Piłki Nożnej             | Football League First Division | Manchester United F.C.   | 1                                | -                                |
| Anglia     | Angielski Związek Piłki Nożnej             | Football League First Division | Nottingham Forest F.C.   | 2                                | -                                |
| Anglia     | Angielski Związek Piłki Nożnej             | Football League First Division | Aston Villa F.C.         | 1                                | -                                |
| Anglia     | Angielski Związek Piłki Nożnej             | Football League First Division | Leeds United F.C.        | -                                | 1                                |
| Włochy     | Włoski Związek Piłki Nożnej                | Serie A                        | A.C. Milan               | 4                                | 1                                |
| Włochy     | Włoski Związek Piłki Nożnej                | Serie A                        | Inter Mediolan           | 2                                | 2                                |
| Włochy     | Włoski Związek Piłki Nożnej                | Serie A                        | Juventus F.C.            | 1                                | 2                                |
| Włochy     | Włoski Związek Piłki Nożnej                | Serie A                        | AC Fiorentina            | -                                | 1                                |
| Włochy     | Włoski Związek Piłki Nożnej                | Serie A                        | AS Roma                  | -                                | 1                                |
| Włochy     | Włoski Związek Piłki Nożnej                | Serie A                        | UC Sampdoria             | -                                | 1                                |
| Hiszpania  | Królewski Hiszpański Związek Piłki Nożnej  | Primera División               | Real Madryt              | 6                                | 3                                |
| Hiszpania  | Królewski Hiszpański Związek Piłki Nożnej  | Primera División               | FC Barcelona             | 1                                | 2                                |
| Hiszpania  | Królewski Hiszpański Związek Piłki Nożnej  | Primera División               | Atlético Madryt          | -                                | 1                                |
| Holandia   | Królewski Holenderski Związek Piłki Nożnej | Eredivisie                     | AFC Ajax                 | 3                                | 1                                |
| Holandia   | Królewski Holenderski Związek Piłki Nożnej | Eredivisie                     | Feyenoord                | 1                                | -                                |
| Holandia   | Królewski Holenderski Związek Piłki Nożnej | Eredivisie                     | PSV Eindhoven            | 1                                | -                                |
| Niemcy     | Niemiecki Związek Piłki Nożnej             | Bundesliga                     | Bayern Monachium         | 3                                | 2                                |
| Niemcy     | Niemiecki Związek Piłki Nożnej             | Bundesliga                     | Hamburger SV             | 1                                | 1                                |
| Niemcy     | Niemiecki Związek Piłki Nożnej             | Bundesliga                     | Borussia Mönchengladbach | -                                | 1                                |
| Niemcy     | Niemiecki Związek Piłki Nożnej             | Deutsche Fußballmeisterschaft  | Eintracht Frankfurt      | -                                | 1                                |
| Portugalia | Portugalski Związek Piłki Nożnej           | Primeira Divisão               | SL Benfica               | 2                                | 5                                |
| Portugalia | Portugalski Związek Piłki Nożnej           | Primeira Divisão               | FC Porto                 | 1                                | -                                |
| Szkocja    | Szkocki Związek Piłki Nożnej               | Scottish Football League       | Celtic F.C.              | 1                                | 1                                |
| Rumunia    | Rumuński Związek Piłki Nożnej              | Divizia A                      | FC Steaua Bukareszt      | 1                                | 1                                |
| Jugosławia | Jugosłowiański Związek Piłki Nożnej        | Prva liga Jugoslavije          | FK Crvena zvezda         | 1                                | -                                |
| Jugosławia | Jugosłowiański Związek Piłki Nożnej        | Prva liga Jugoslavije          | FK Partizan              | -                                | 1                                |
| Francja    | Francuski Związek Piłki Nożnej             | Première Division              | Olympique Marsylia       | -                                | 1                                |
| Francja    | Francuski Związek Piłki Nożnej             | Première Division              | Stade de Reims           | -                                | 2                                |
| Francja    | Francuski Związek Piłki Nożnej             | Première Division              | AS Saint-Étienne         | -                                | 1                                |
| Grecja     | Grecki Związek Piłki Nożnej                | Alpha Ethniki                  | Panathinaikos AO         | -                                | 1                                |
| Belgia     | Belgijski Związek Piłki Nożnej             | Eerste klasse                  | Club Brugge              | -                                | 1                                |
| Szwecja    | Szwedzki Związek Piłki Nożnej              | Allsvenskan                    | Malmö FF                 | -                                | 1                                |